# Tryvannshøyden
Tryvannshøyden eller Tryvannshøgda (529 moh.) er en ås i Nordmarka i den nordlige del af Oslo kommune.
Højdedraget er præget af Tryvannstårnet, der er et 118 meter højt fjernsynstårn. I 1923 blev Nordens første radioprogrammer udsendt fra en radiomast på Tryvannshøyden.
Tryvandshøiden Station var en planlagt jernbanestation på Holmenkollbanen. Stationen er dog aldrig blevet brugt til passagerer. I stedet har den nærliggende Frognerseteren Station fungeret som banens endestation siden 1916. 
59°59′20″N 10°40′05″Ø / 59.9889°N 10.6681°Ø